# 唱遊大世界
唱遊大世界是香港歌手王菲的第二次個人大型巡迴演唱會。

## 簡介
從1998年底開始到1999年，她在廣州（2場）、深圳、昆明、北京（2場）、上海（2場）、佛山、東莞和珠海開巡迴演唱，這也是她第一次在中國大陸開演唱會。聖誕期間，她在香港紅磡體育館再次連開「唱遊大世界」演唱會17場。1999年，王菲足跡踏遍美國拉斯維加斯（1場）、新加坡（2場）、吉隆坡（2場）及日本東京（2場）。這也是她與竇唯最後一次在演唱會上的合作。2000至2001年，王菲繼續展開個唱，所到之處包括台北、南京、墨爾本、悉尼、寧波、濟南、瀋陽、溫州、長沙、武漢、重慶。

## 錄製與發行
王菲的唱片公司EMI百代唱片於1999年12月發行了此次巡演的實況錄音專輯《唱遊大世界王菲香港演唱會 98-99》，錄製的場次為1998年12月31日在香港紅磡體育館的跨年演出。發行版的曲目有所刪減。隔年1月發行了相關的影像產品。
另外，日本NHK電視台錄製了1999年3月11日至12日的日本武道館場次，以《歌姬降臨》為節目名稱在電視上播出。

## 場次信息
| 日期               | 城市               | 國家               | 場館                   |
| 第一階段：「唱遊」 | 第一階段：「唱遊」 | 第一階段：「唱遊」 | 第一階段：「唱遊」     |
| ------------------ | ------------------ | ------------------ | ---------------------- |
| 1998年10月10日     | 廣州               | 中华人民共和国     | 天河體育場             |
| 1998年10月11日     | 廣州               | 中华人民共和国     | 天河體育場             |
| 1998年10月20日     | 深圳               | 中华人民共和国     | 深圳體育館             |
| 1998年11月10日     | 昆明               | 中华人民共和国     | 昆明市體育場           |
| 1998年11月27日     | 北京               | 中华人民共和国     | 首都體育館             |
| 1998年11月28日     | 北京               | 中华人民共和国     | 首都體育館             |
| 1998年12月12日     | 上海               | 中华人民共和国     | 上海體育館             |
| 1998年12月13日     | 上海               | 中华人民共和国     | 上海體育館             |
| 1998年12月24日     | 香港               | 香港               | 紅磡體育館             |
| 1998年12月25日     | 香港               | 香港               | 紅磡體育館             |
| 1998年12月26日     | 香港               | 香港               | 紅磡體育館             |
| 1998年12月27日     | 香港               | 香港               | 紅磡體育館             |
| 1998年12月28日     | 香港               | 香港               | 紅磡體育館             |
| 1998年12月29日     | 香港               | 香港               | 紅磡體育館             |
| 1998年12月30日     | 香港               | 香港               | 紅磡體育館             |
| 1998年12月31日     | 香港               | 香港               | 紅磡體育館             |
| 1999年1月1日       | 香港               | 香港               | 紅磡體育館             |
| 1999年1月2日       | 香港               | 香港               | 紅磡體育館             |
| 1999年1月3日       | 香港               | 香港               | 紅磡體育館             |
| 1999年1月4日       | 香港               | 香港               | 紅磡體育館             |
| 1999年1月5日       | 香港               | 香港               | 紅磡體育館             |
| 1999年1月6日       | 香港               | 香港               | 紅磡體育館             |
| 1999年1月7日       | 香港               | 香港               | 紅磡體育館             |
| 1999年1月8日       | 香港               | 香港               | 紅磡體育館             |
| 1999年1月9日       | 香港               | 香港               | 紅磡體育館             |
| 1999年1月22日      | 佛山               | 中华人民共和国     | 南海體育場             |
| 1999年1月31日      | 東莞               | 中华人民共和国     | 東莞體育場             |
| 1999年2月13日      | 新加坡             | 新加坡             | 新加坡室內體育館       |
| 1999年2月14日      | 新加坡             | 新加坡             | 新加坡室內體育館       |
| 1999年2月20日      | 拉斯維加斯         | 美国               | 美高梅大酒店花園體育館 |
| 1999年3月11日      | 東京               | 日本               | 日本武道館             |
| 1999年3月12日      | 東京               | 日本               | 日本武道館             |
| 第二階段：「精彩」 |                    |                    |                        |
| 1999年8月21日      | 吉隆坡             | 马来西亚           | 亚通体育馆             |
| 1999年8月22日      | 吉隆坡             | 马来西亚           | 亚通体育馆             |
| 1999年10月9日      | 珠海               | 中华人民共和国     | 珠海體育館             |
| 2000年6月24日      | 南京               | 中华人民共和国     | 五台山體育館           |
| 2000年6月28日      | 墨爾本             |                    | 墨爾本会展中心         |
| 2000年6月30日      | 悉尼               | 悉尼娛樂中心       |                        |
| 2000年8月12日      | 寧波               | 中华人民共和国     | 寧波體育場             |
| 2000年8月19日      | 濟南               | 中华人民共和国     | 山東體育中心體育場     |
| 2000年9月9日       | 瀋陽               | 中华人民共和国     | 五里河體育場           |
| 2000年9月16日      | 溫州               | 中华人民共和国     | 溫州體育館             |
| 2000年9月23日      | 長沙               | 中华人民共和国     | 賀龍體育場             |
| 2000年11月12日     | 台北               | 中華民國           | 台北市立體育場         |
| 2000年12月13日     | 武漢               | 中华人民共和国     | 新華路體育場           |
| 2001年3月23日      | 重慶               | 中华人民共和国     | 大田灣體育場           |

## 演出曲目
1. 感情生活
2. 末日
3. 悶
4. 棋子
5. 冷戰
6. 愛與痛的邊緣
7. 墮落
8. 天使
9. 為非作歹
10. 曖昧
11. 暗湧
12. 夢遊
13. 夢中人
14. 情誡
15. 懷念
16. 花言巧語
17. 但願人長久
18. 黃昏里
19. 一個小心願
20. Di-Dar
21. 敷衍
22. 一人分飾兩角
23. 出路
24. 天空
25. 流星
26. 約定
27. Don't Break My Heart
28. 你快樂（所以我快樂）
29. 半途而廢
30. 我願意
31. 執迷不悔

1. 感情生活
2. 浮躁
3. 悶
4. 棋子
5. 冷戰
6. 掃興
7. 墮落
8. 天使
9. 為非作歹
10. 愛與痛的邊緣
11. 矜持
12. 無常
13. 夢中人
14. 色誡
15. 懷念
16. 花言巧語
17. 但願人長久
18. 黃昏里
19. 一個小心願
20. Di-Dar
21. 敷衍
22. 一人分飾兩角
23. 出路
24. 天空
25. 流星
26. 麻醉
27. Don't Break My Heart
28. 你快樂（所以我快樂）
29. 半途而廢
30. 我願意
31. 執迷不悔

1. 感情生活
2. 浮躁
3. 悶
4. 棋子
5. 冷戰
6. 暗湧
7. 天空
8. 臉
9. 迷路
10. 夢中人
11. 夢遊
12. 原諒自己
13. 末日
14. 墮落
15. 天使
16. 懷念
17. 夢醒了
18. 但願人長久
19. 愛與痛的邊緣
20. 情誡
21. 一人分飾兩角
22. 為非作歹
23. Di-Dar
24. 出路
25. 曖昧
26. Bohemian Rhapsody
27. 你快樂（所以我快樂）
28. 約定
29. 償還
30. 我願意
31. 執迷不悔

1. 感情生活
2. 浮躁
3. 悶
4. 冷戰
5. 半途而廢
6. 一人分飾兩角
7. 末日
8. 墮落
9. 天使
10. 但願人長久
11. 黃昏里
12. 天空
13. 流星
14. 夢中人
15. 夢遊
16. 情誡
17. 懷念
18. 夢醒了
19. Bohemian Rhapsody
20. Eyes On Me
21. 你快樂（所以我快樂）
22. Don't Break My Heart
23. 紅豆
24. 我願意
25. 人間

1. 感情生活
2. 浮躁
3. 悶
4. 棋子
5. 冷戰
6. 半途而廢
7. Di-Dar
8. 敷衍
9. 一人分飾兩角
10. 只愛陌生人
11. 末日
12. 開到荼蘼
13. 天使
14. 約定
15. 蝴蝶/郵差
16. 暗湧
17. 掙脫
18. 夢遊
19. 色誡
20. 推翻
21. 懷念
22. 但願人長久
23. 黃昏里
24. 一個小心願
25. 天空
26. 流星
27. 催眠
28. Eyes On Me
29. 你快樂（所以我快樂）
30. 人間
31. 紅豆
32. 我願意
33. 執迷不悔

1. 感情生活
2. 浮躁
3. 悶
4. 棋子
5. 冷戰
6. 半途而廢
7. 只愛陌生人
8. 末日
9. 開到荼蘼
10. 天使
11. 矜持
12. 流星
13. 掙脫
14. 夢遊
15. 色誡
16. 但願人長久
17. 黃昏里
18. 一個小心願
19. 天空
20. 無常
21. 催眠
22. Eyes On Me
23. 你快樂（所以我快樂）
24. 人間
25. 紅豆
26. 我願意
27. 執迷不悔

1. 感情生活
2. 浮躁
3. 悶
4. 棋子
5. 矜持
6. 半途而廢
7. 只愛陌生人
8. 開到荼蘼
9. 過眼雲煙
10. 天使
11. 流星
12. 新房客
13. 香奈兒
14. 我願意
15. 掙脫
16. 哪兒
17. 推翻
18. 夢醒了
19. 但願人長久
20. 黃昏里
21. 催眠
22. 你喜歡不如我喜歡
23. 天空
24. Eyes On Me
25. 你快樂（所以我快樂）
26. 人間
27. 紅豆
28. 笑忘書
29. 執迷不悔